# Demonax humerovittatus
Demonax humerovittatus là một loài bọ cánh cứng trong họ Cerambycidae.